# Будинок працьовитості (Таганрог)
Будинок працьовитості — будівля, що була побудована у Таганрозі по провулку Гоголівському, 114 в кінці XIX століття. Будівля збереглася до XXI століття, проте змінила своє призначення і зараз це житловий будинок.

## Історія

### Власник будинку
Яків Соломонович Поляков народився у 1832 році в єврейській родині, став відомим банкіром, підприємцем і засновником Азовсько-Донського комерційного банку. В історії збереглись згадки про його двох братів: один з них, Самуїл Соломонович був підрядником кількох залізниць, другий — Лазар Соломонович заснував Московський земський банк.

### Заснування будинку працьовитості
У Таганрозі Яків Поляков жив з 1868 року, і багато чого зробив для міста. Він встиг відкрити свій торговий дім, заснувати кінний завод і контору буксирного пароплавства. Багато часу приділяв благодійності — підтвердженням цього факту служить відкриття Яковом Поляковим в 1898 році в місті «Будинку працьовитості». Ця будова збереглося до наших часів — зараз в провулку Гоголівському, 114 розташовується житловий будинок.
У XIX столітті на території Російської імперії будинки працьовитості набули свого поширення. Їх засновники прагнули надати поміч тим, хто цього справді потребує, не даючи милостиню цим людям, а забезпечуючи їх роботою, яка б дозволила людині самій почати заробляти собі гроші на життя. Іноді подібна назва стосувалась і освітніх установ. У той час професійне навчання діти з єврейських сімей отримували в ремісничих училищах. Вони існували на кошти, які виділяли різні єврейські спільноти і приватні особи. Яків Поляков заснував в Таганрозі якраз такий навчальний заклад.
Училище мало свою земельну ділянку досить великих розмірів і амбулаторію. Майно навчального закладу оцінювалося в 20 тисяч рублів. На утримання учнів Яків Поляков витрачав щорічно приблизно 2000 рублів. З огляду на заслуги цієї людини, йому присвоїли титул спадкового дворянина і нагородили чином таємного радника, а також удостоївши його багатьма орденами. Яків Поляков, завдяки якому в Таганрозі з'явився Будинок працьовитості, помер в 1909 році.